# Au lendemain de l'odyssée
Pour plus de détails, voir Fiche technique et Distribution.
Au lendemain de l'odyssée est un documentaire écrit et réalisé par Helen Doyle sorti le 9 février 2024,.

## Synopsis
Le film suit des femmes venues du Nigéria et qui arrivent seules et de plus en plus jeunes en Italie, en quête d'une vie meilleure. C'est un récit choral qui nous parle de l'accueil et de l'entraide entre femmes.

## Fiche technique
- Titre : Au lendemain de l'odyssée
- Scénarisation et réalisation : Helen Doyle
- Direction de la photographie : Philippe Lavalette, Nathalie Moliavko-Visotzky
- Montage : Annie Jean
- Montage de finition : Denis Pilon
- Prise de son, drone et prises de vue sous-marines : Olivier Léger
- Conception et montage sonore : Catherine Van Der Donckt
- Mixage : Bruno Bélanger
- Animation : Farzin Farzaneh, Linda Marie Bluteau (Bluto)
- Collaboration spéciale, photographie : Elena Perlino (Pipeline)
- Conseils à la production : Nathalie Barton
- Production : Germain Bonneau et Helen Doyle -Tatouages de la mémoire
- Distribution : SPIRA
- Dates de sortie : 
  - Canada : 19 janvier 2024 - Avant-première à l'occasion du lancement Vidéo Femmes : fragments d'un héritage féministe (1973-1993)[3] à la Cinémathèque québécoise à Montréal.
  - Canada : 9 février 2024 - Sortie en salle au Québec à Montréal et à Québec.

- Classification : Québec : le film peut-être vu, loué ou acheté par des personnes de tout âge[4].